# Kovansko
Kovansko (deutsch Kowansko) ist ein Ortsteil der Gemeinde Bobnice in Tschechien. Er liegt drei Kilometer nordöstlich des Stadtzentrums am Stadtrand von Nymburk und gehört zum Okres Nymburk.

## Geographie
Kovansko befindet sich rechtsseitig des Baches Klobuš auf der Böhmischen Tafel. Südlich des Dorfes entsteht die Nordumfahrung der Staatsstraße 38 um Nymburk.
Nachbarorte sind Bobnice im Norden, Chleby im Nordosten, Draho und Šlotava im Osten, Budiměřice und Křečkov im Südosten, Nymburk im Süden, Kamenné Zboží im Südwesten, Zdonín und Veleliby im Westen sowie Všechlapy im Nordwesten.

## Geschichte

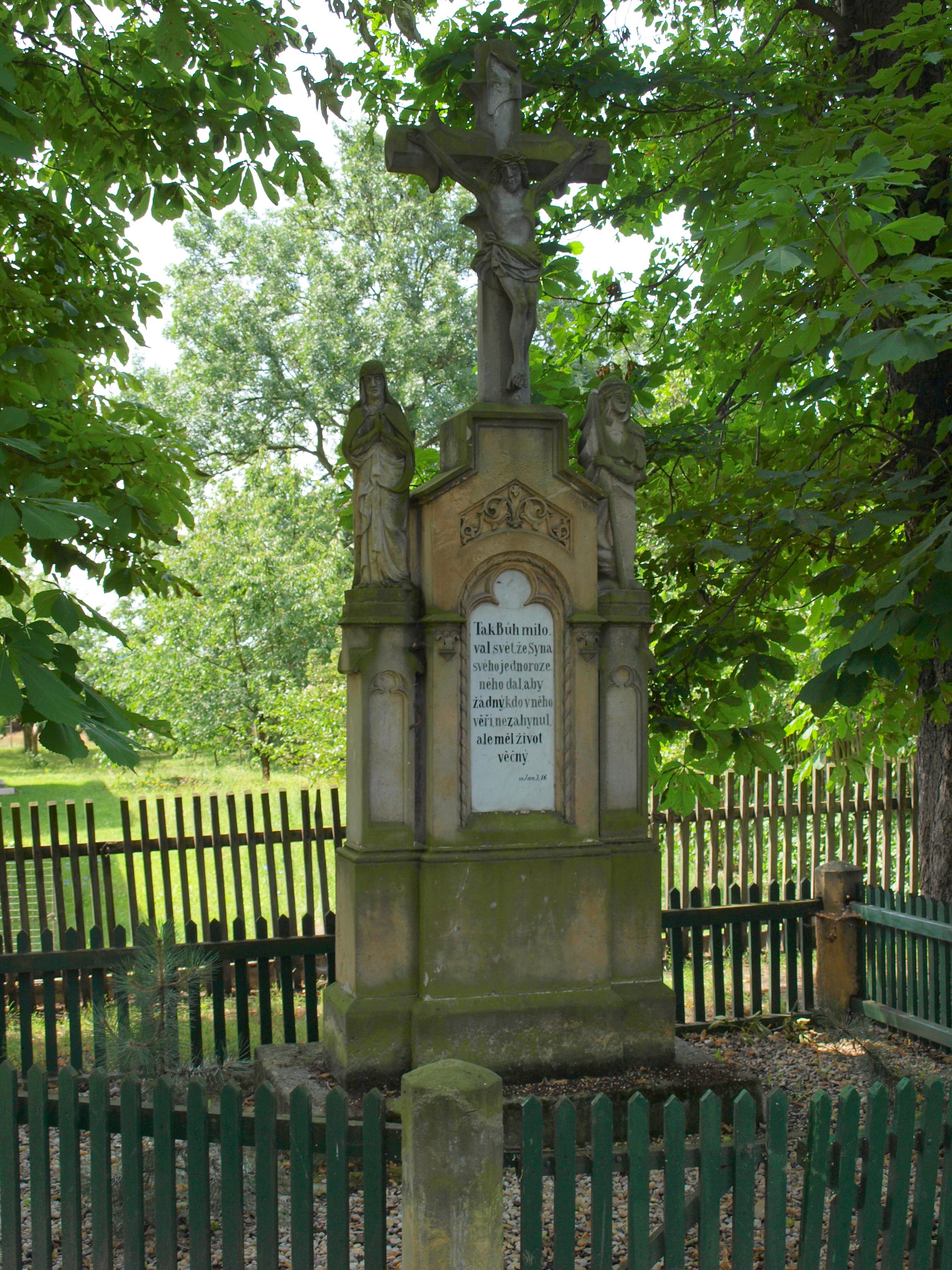
Denkmal

Kowansko wurde zwischen 1785 und 1790 als Straßendorf auf dem Terrain des abgelassenen Bobnitzer Teiches angelegt. Die ersten Bewohner der aus zwei Häuserreihen bestehenden Ansiedlung waren Deutsche aus Preußisch Schlesien.
Nach der Aufhebung der Patrimonialherrschaften bildete Kovansko ab 1850 einen Ortsteil der politischen Gemeinde Bobnice im Bezirk Poděbrady. 1890 bestand Kovansko aus 52 Häusern und hatte 332 tschechische Einwohner. Pfarrort war Chleby. Im Jahre 1863 eröffnete eine evangelische Schule. 1919 bildete Kovansko eine eigene Gemeinde. 1934 kam das Dorf zum Okres Nymburk und 1980 erfolgte die Eingemeindung nach Bobnice. 1991 hatte der Ort 224 Einwohner. Im Jahre 2001 bestand das Dorf aus 116 Häusern, in denen 207 Menschen lebten.